# Carlstedt Arkitekter
Carlstedt Arkitekter är ett svenskt arkitektkontor, grundat 1955 av Carl-Gustaf Carlstedt, som sedan många år[när?] är specialiserade på vårdarkitektur. Uppdragen finns inom ett flertal sektorer såsom utbildning, bostäder, kontor, inredning och stadsplanering.
Företaget finns på tre orter (Stockholm, Nyköping och Eskilstuna) och hade år 2019 omkring 100 medarbetare. Handlingar och fotografier från arkitektkontorets verksamhet från 1950- till 1980-talet finns på Statens centrum för arkitektur och design i Stockholm.

## Uppdrag i urval
- Karsuddens sjukhus
- Karolinska Universitetssjukhuset Huddinge
- Danderyds sjukhus
- Energimyndighetens kontor i Eskilstuna. Omvandling av ett gammalt gjuteri till kontorslokal. Invigdes 2017.[5][6] Tilldelades Södermanlands arkitekturpris 2018.[7]
- Sörmlands museum, invigt 2018.[8][9]
- Mälarsjukhuset, ny byggnad för entré och akutmottagning, byggs 2020–2025.[10][11][12]
- Nyköpings lasarett, uppdrag sedan 2012. Har ritat en ny entrébyggnad med planerad invigning 2022.[13][14]
- Fredriksbergsbadet, Västerås, planerad invigning 2022.[15][16][17]